# راجر کانل
راجر کانل (انگلیسی: Roger Connell؛ زادهٔ ۸ سپتامبر ۱۹۴۶) بازیکن فوتبال اهل بریتانیا است.
از باشگاه‌هایی که در آن بازی کرده‌است می‌توان به باشگاه فوتبال والتون اند هرشام و باشگاه فوتبال ویمبلدون اشاره کرد.